# Roque Nieto Peña
Roque Nieto Peña (n. 1910) va ser un advocat, periodista i poeta espanyol.

## Biografia
Va néixer a Palència en 1910. Advocat de professió, va arribar a ser membre del partit Izquierda Republicana (IR). Després de l'esclat de la Guerra civil va passar a formar part del comissariat polític de l'Exèrcit Popular de la República; a mitjan 1938 va ser nomenat comissari de la 68a Divisió. Al final de la contesa es va veure obligat a marxar a l'exili al costat de la seva dona, residint a l'Argentina, Mèxic i Puerto Rico. Va arribar a treballar com a cobrador de deutes per a una editorial mexicana administrada per un membre de la seva família. En la seva faceta com a escriptor va ser autor d'un gran nombre d'obres. Anys després tornaria a Espanya, realitzant visites ocasionals.